# Brime de Sog
Brime de Sog é um município da Espanha na província de Zamora, comunidade autónoma de Castela e Leão, de área 17,95 km² com população de 207 habitantes (2007) e densidade populacional de 11,53 hab./km².

## Demografia
| Variação demográfica do município entre 1991 e 2004 | Variação demográfica do município entre 1991 e 2004 | Variação demográfica do município entre 1991 e 2004 | Variação demográfica do município entre 1991 e 2004 |
| --------------------------------------------------- | --------------------------------------------------- | --------------------------------------------------- | --------------------------------------------------- |
| 1991                                                | 1996                                                | 2001                                                | 2004                                                |
| 297                                                 | 266                                                 | 237                                                 | 215                                                 |